# (15301) Marutesser
(15301) Marutesser est un astéroïde de la ceinture principale.

## Description
(15301) Marutesser est un astéroïde de la ceinture principale. Il fut découvert le 21 septembre 1992 à Tautenburg par Lutz Dieter Schmadel et Freimut Börngen. Il présente une orbite caractérisée par un demi-grand axe de 2,86 UA, une excentricité de 0,10 et une inclinaison de 2,7° par rapport à l'écliptique.

## Compléments